# Poséidéon
Poséidéon est le sixième mois du calendrier grec antique en vigueur dans la région d'Athènes, il durait 29 jours compris approximativement entre le 22 novembre et le 20 février de notre calendrier actuel. Il tire son nom du mot grec (Ποσειδεών / Poseideốn) en l'honneur du dieu Poséidon. 
Pendant son cours se déroulaient les Dionysies dites petites ou rurales, et les Halôa (le 26).
Le mois de 30 jours que les grecs ajoutaient périodiquement à leur calendrier pour compenser le décalage des saisons se nommait le deuxième mois de Poséidéon (Ποσειδεών δεύτερος / Poseideốn deuteros)